# Chadwick End
Chadwick End – wieś w Anglii, w hrabstwie Warwickshire, w dystrykcie Warwick. Częściowo leży także w dystrykcie Solihull w hrabstwie West Midlands. Leży 12 km na północny zachód od miasta Warwick i 144 km na północny zachód od Londynu.